# انور ایبراگیموف
انور ایبراگیموف (روسی: Анвар Камилевич Ибрагимов؛ زادهٔ ۲۷ نوامبر ۱۹۶۵) شمشیرباز اهل اتحاد جماهیر شوروی سوسیالیستی است.
وی در مسابقات کشوری و بین‌المللی در مجموع برندهٔ ۱ مدال طلا شده‌است.